# ヨナヴァ
ヨナヴァ（リトアニア語: Jonava）は、リトアニア中部の都市。人口は26,831人（2024年）で、国内第10位。リトアニア第2の都市であるカウナスから北東に 30 km 離れたところに位置する。

## 人口の推移
- 1939年 - 5,500 人
- 1959年 - 5,000 人
- 1970年 - 14,563 人
- 1979年 - 28,413 人
- 1989年 - 36,520 人
- 2001年 - 34,954 人
- 2014年 - 29,630 人[1]
- 2015年 - 29,392 人[1]
- 2016年 - 29,065 人[1]
- 2017年 - 28,465 人[1]
- 2018年 - 27,896 人[1]
- 2019年 - 27,719 人[1]
- 2020年 - 27,572 人[1]
- 2021年 - 27,381 人[1]
- 2022年 - 26,934 人[1]
- 2023年 - 26,978 人[1]
- 2024年 - 26,831 人[1]

## 文化

### 出版
ヨナヴァでは『ヨナヴォス・クラシュタス』などの新聞が発行されている。かつては『ヨナヴァ』も発行されていた。

### スポーツ
バスケットボール
- BCヨナヴァ - 国内1部リーグのリトアニア・バスケットボール・リーグ (LKL) に所属。

サッカー
- FKヨナヴァ - 国内1部リーグのAリーガに所属。
- FkヨナヴァB - FKヨナヴァの下部組織。国内3部リーグの LFF II リーガに所属。

## 姉妹都市
- バグラティオノフスク、ロシア
- ジェチーン、チェコ
- ヨゲヴァ、エストニア
- en:Kędzierzyn-Koźle、ポーランド
- ポラツク、ベラルーシ
- en:Pucioasa、ルーマニア
- リーヒマキ、フィンランド

## ギャラリー

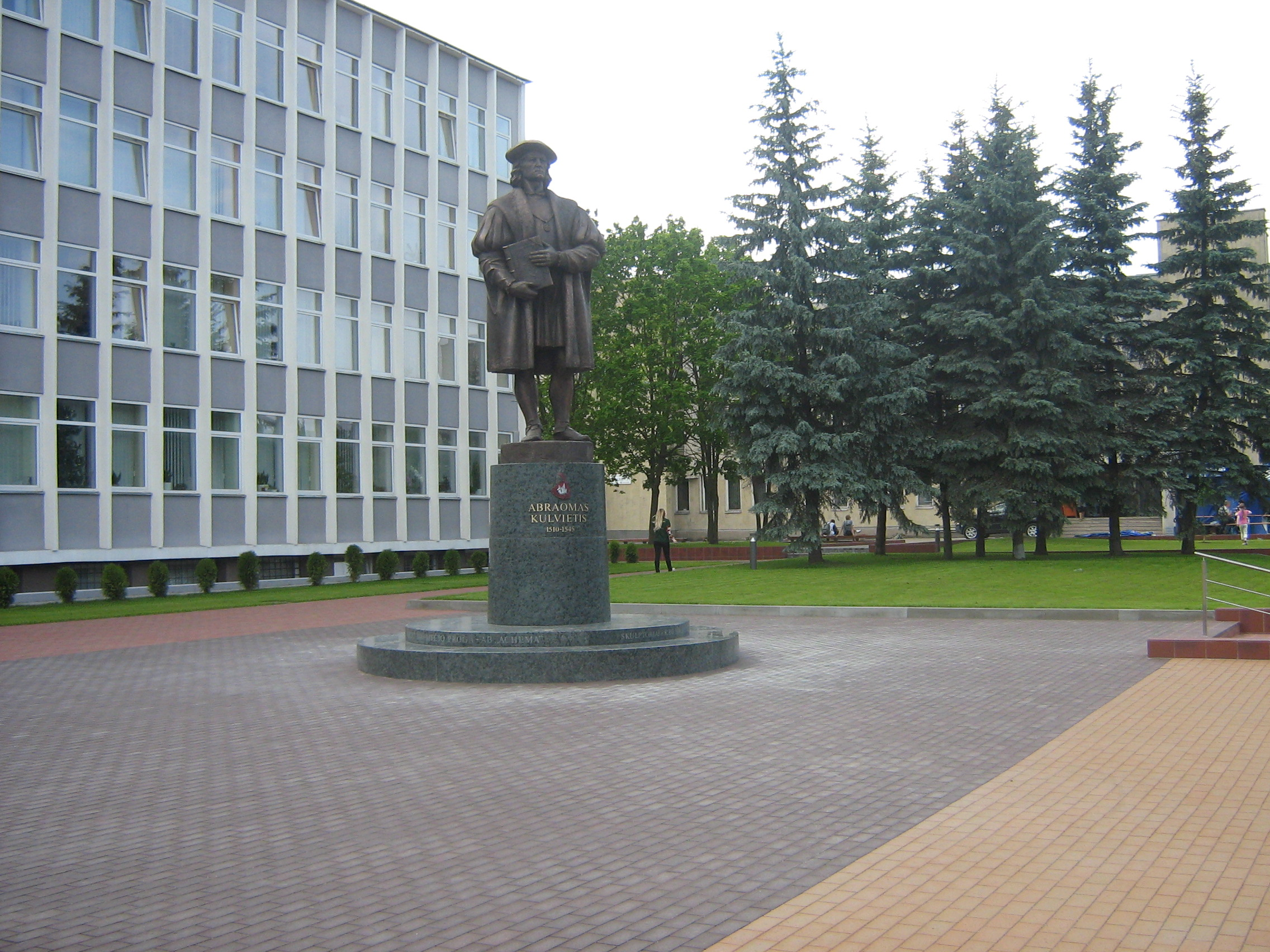
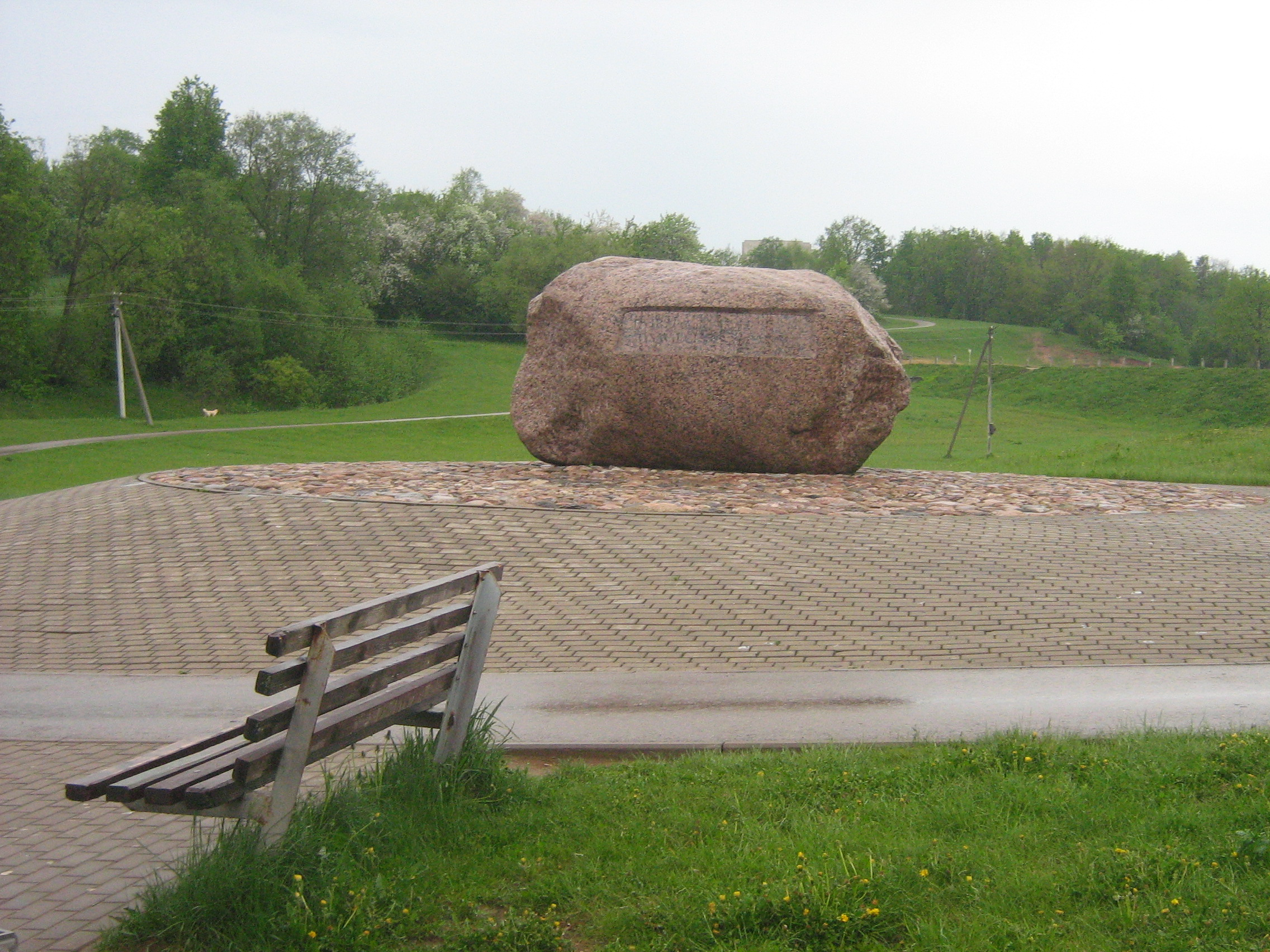
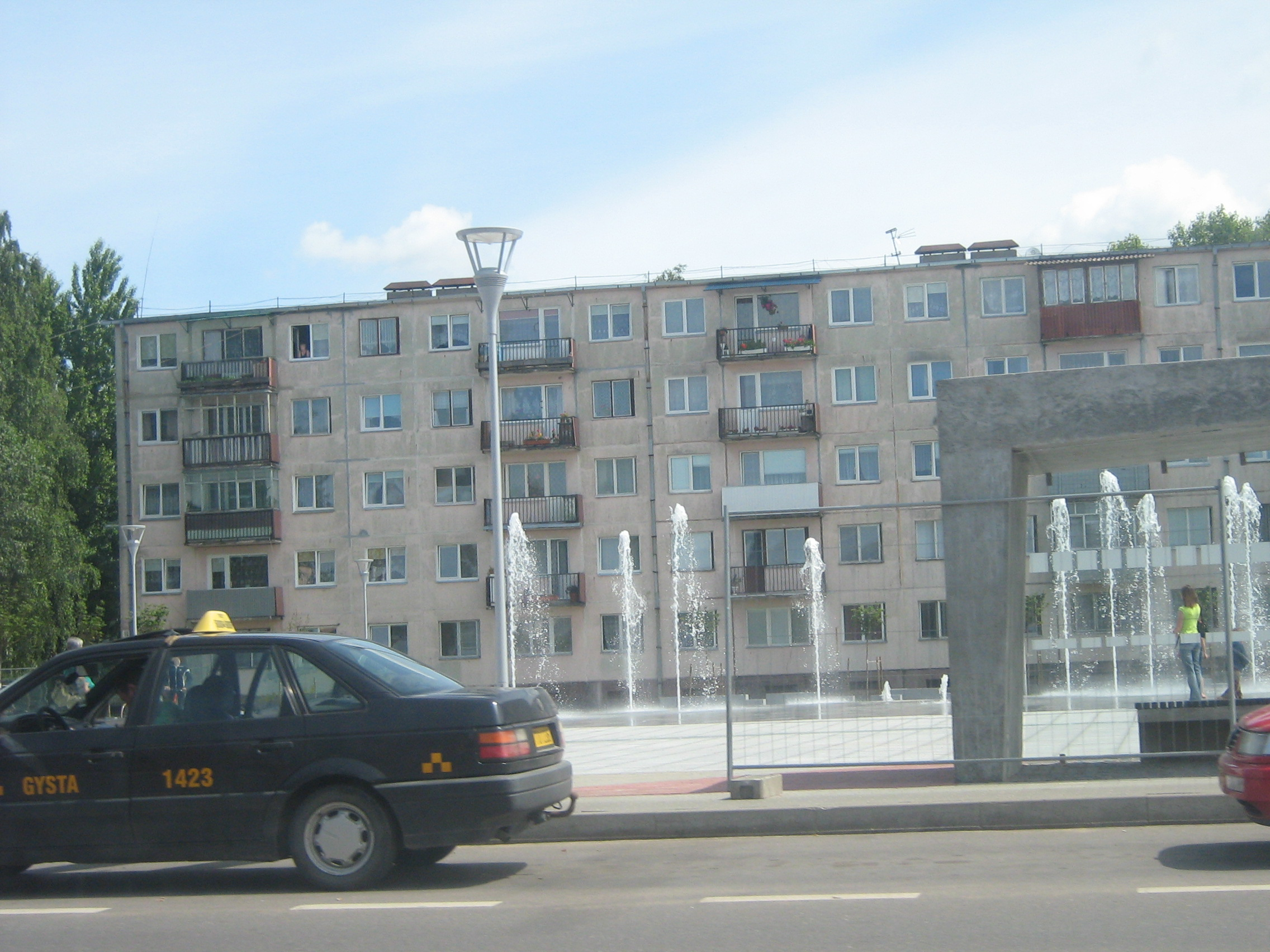
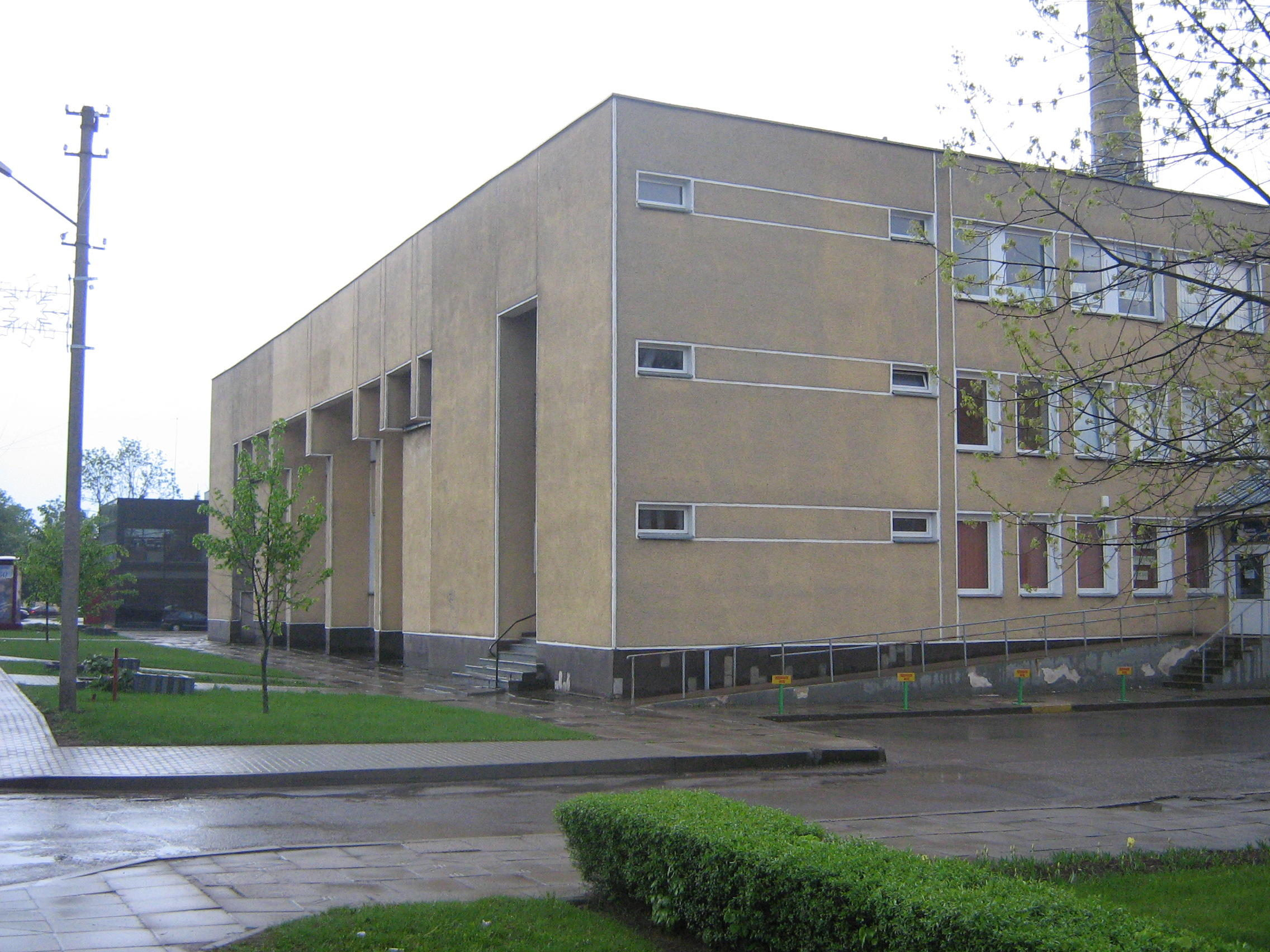
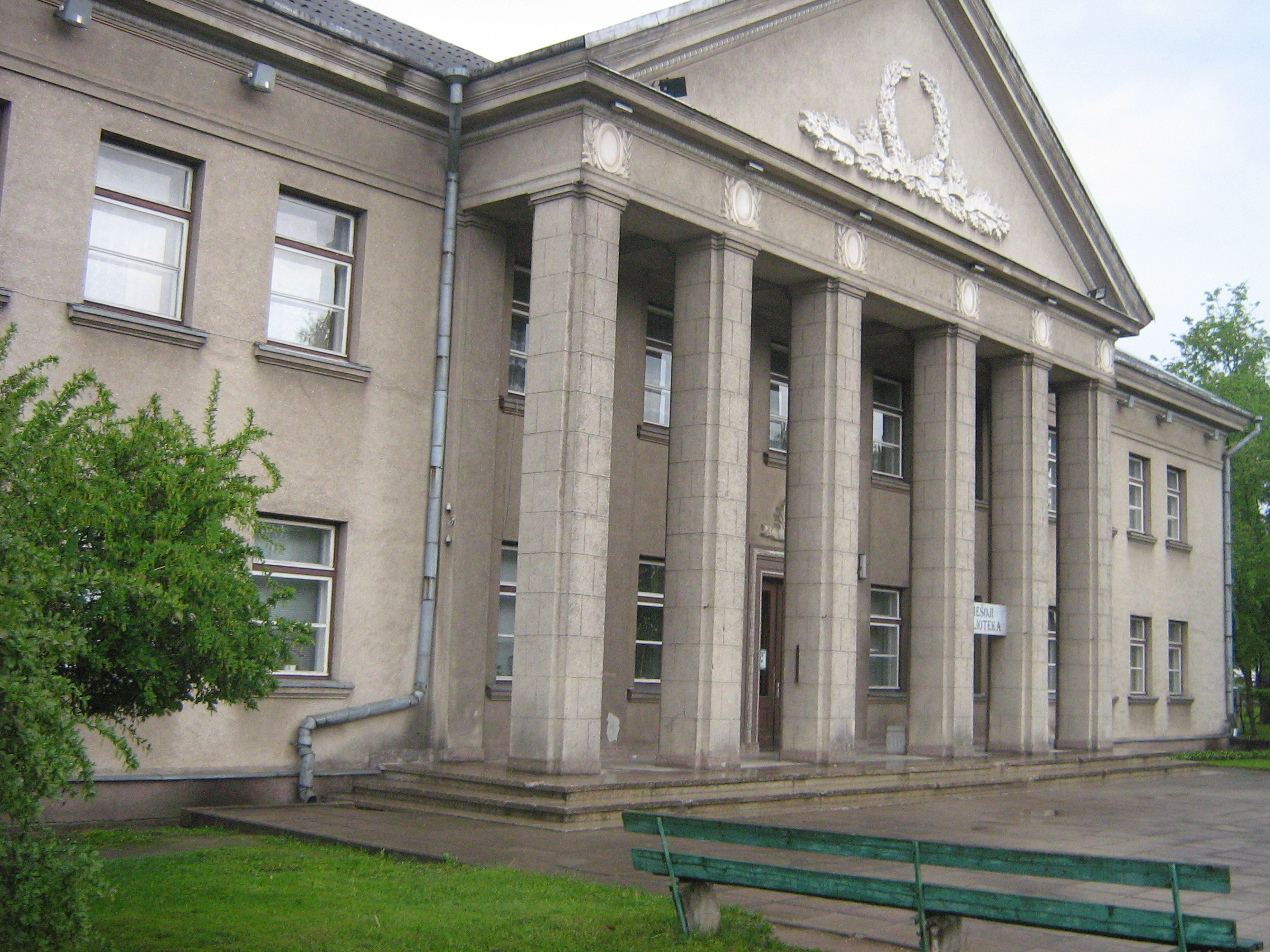
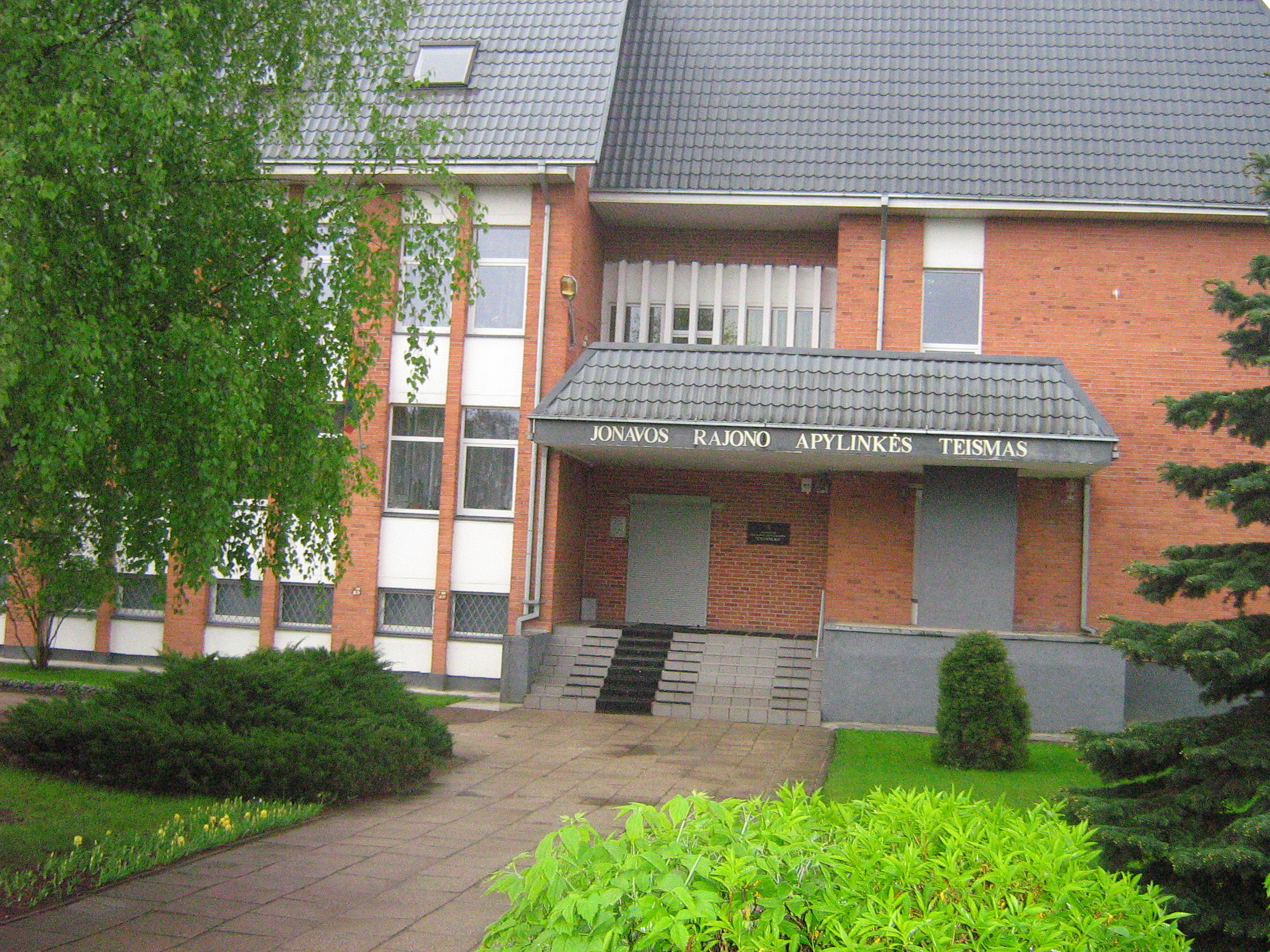
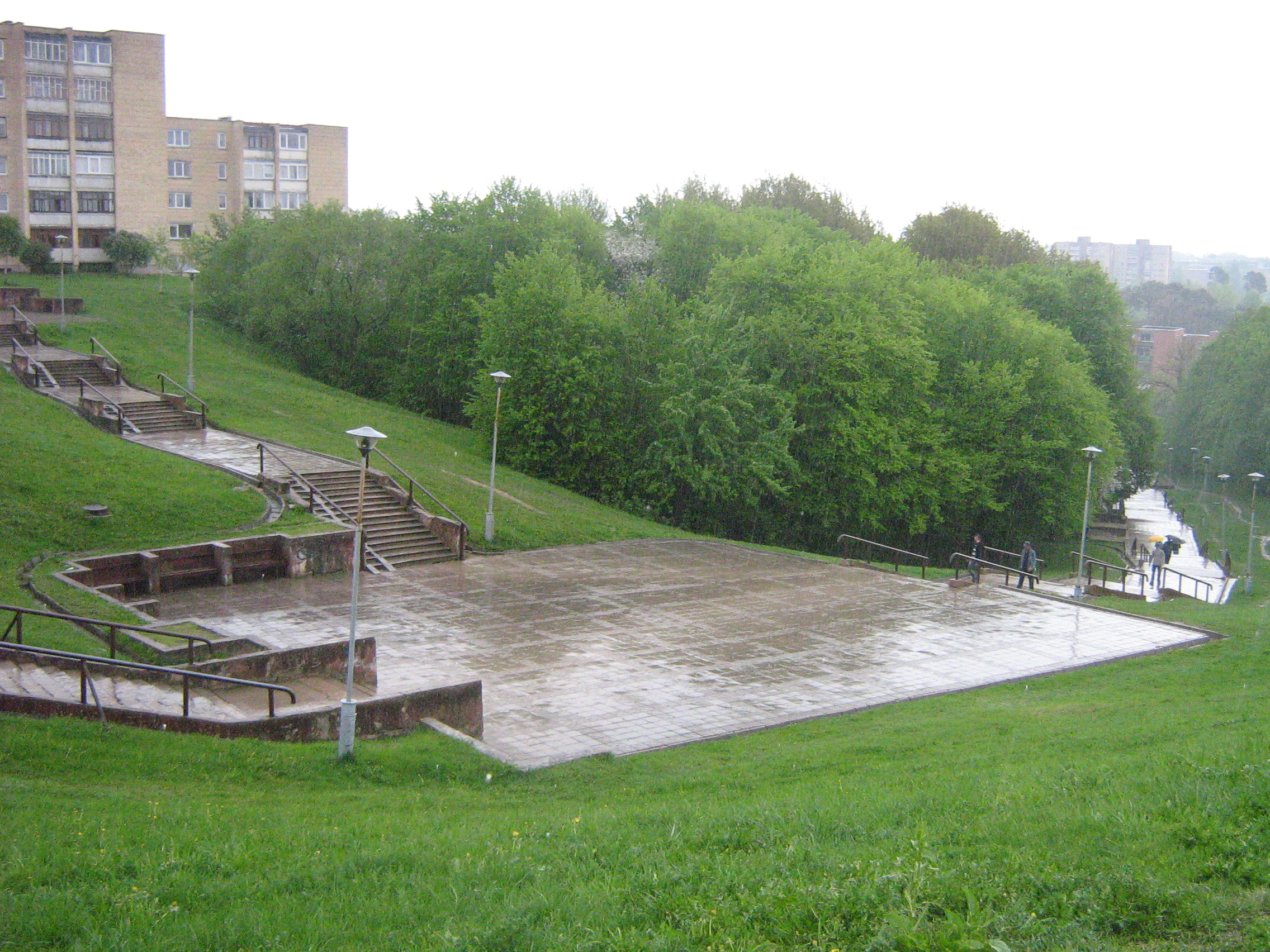
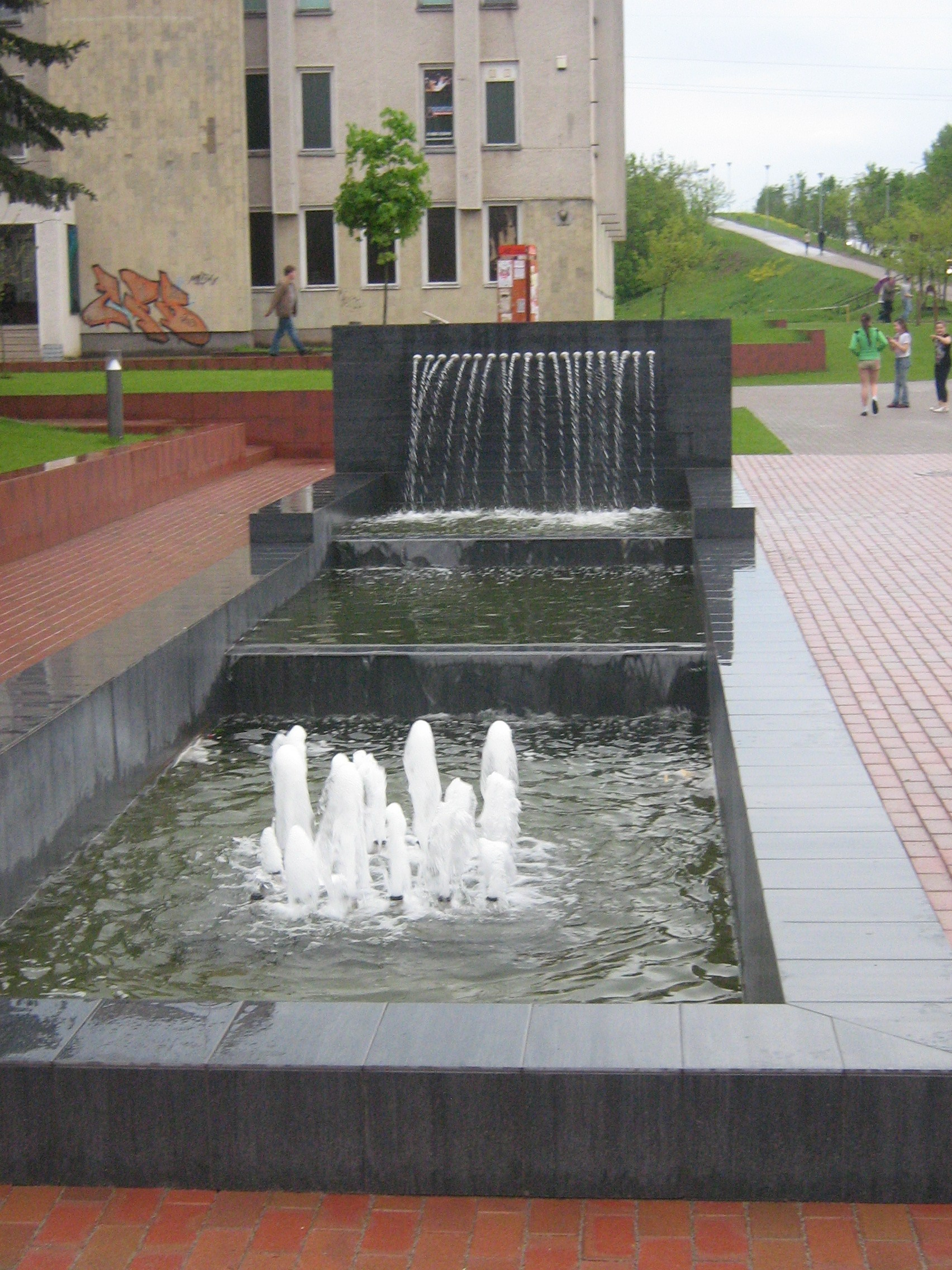
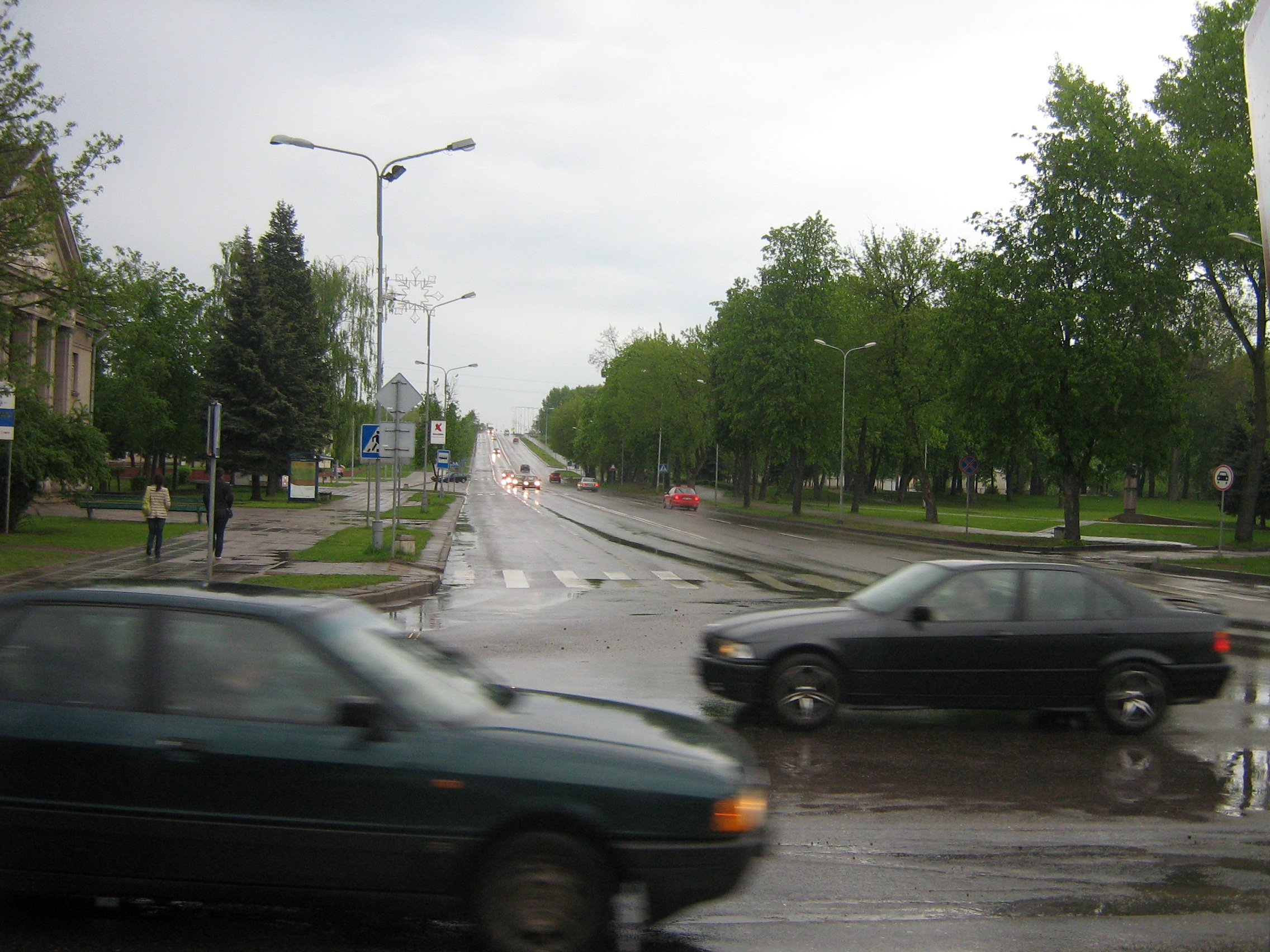
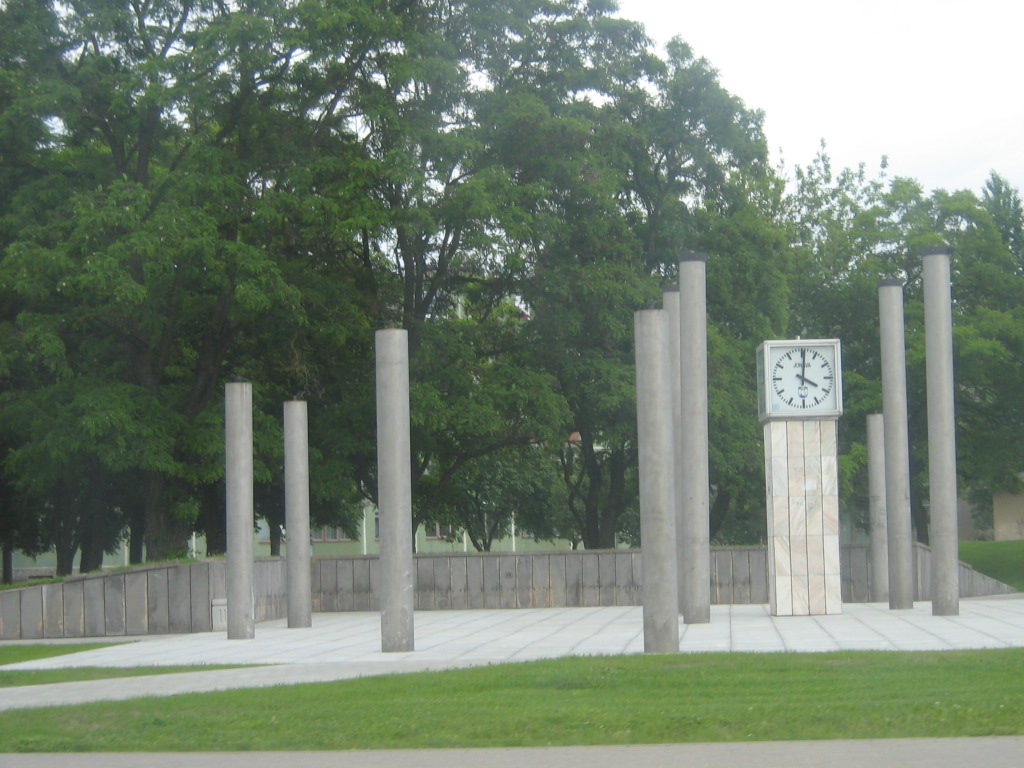
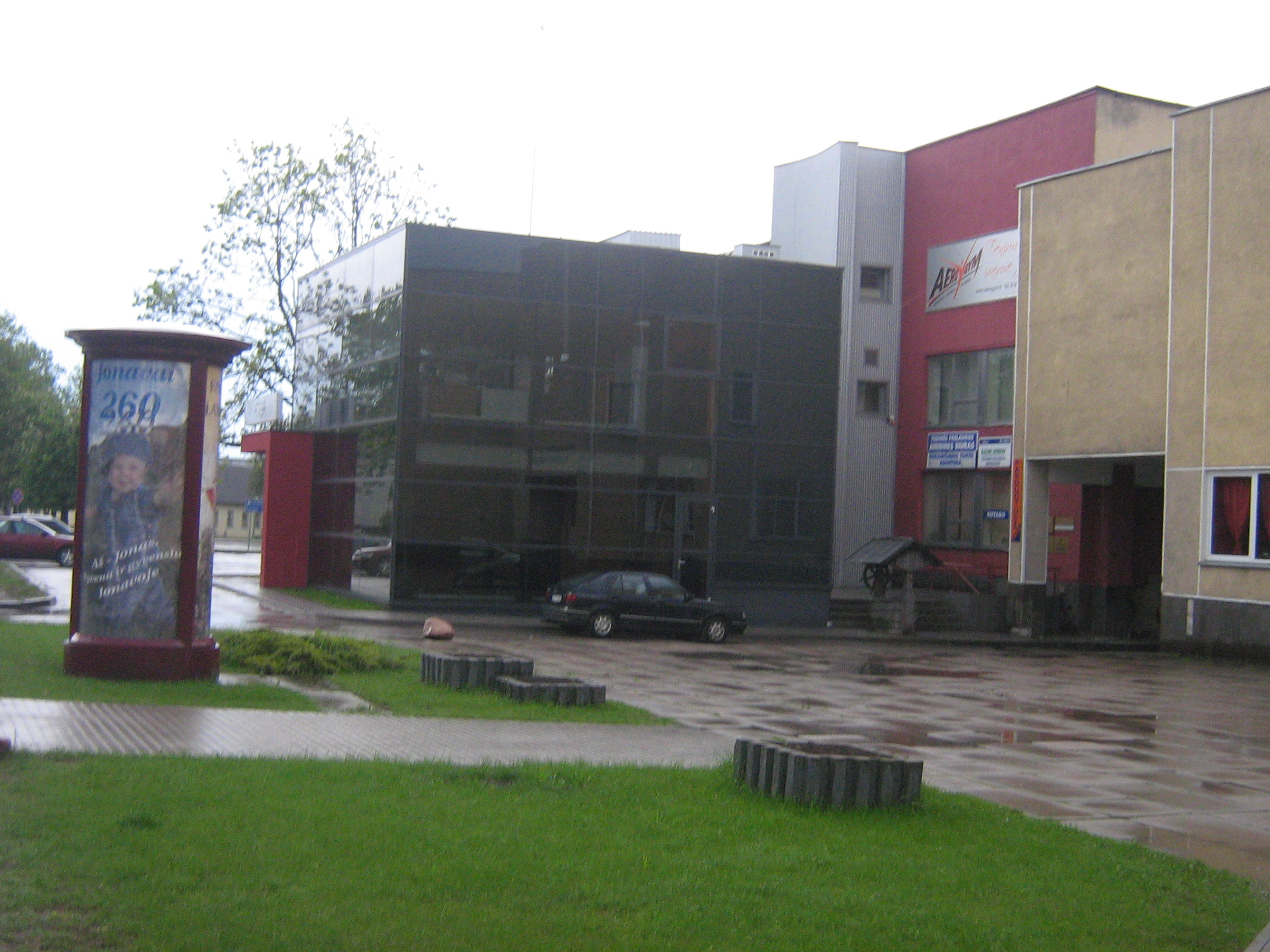
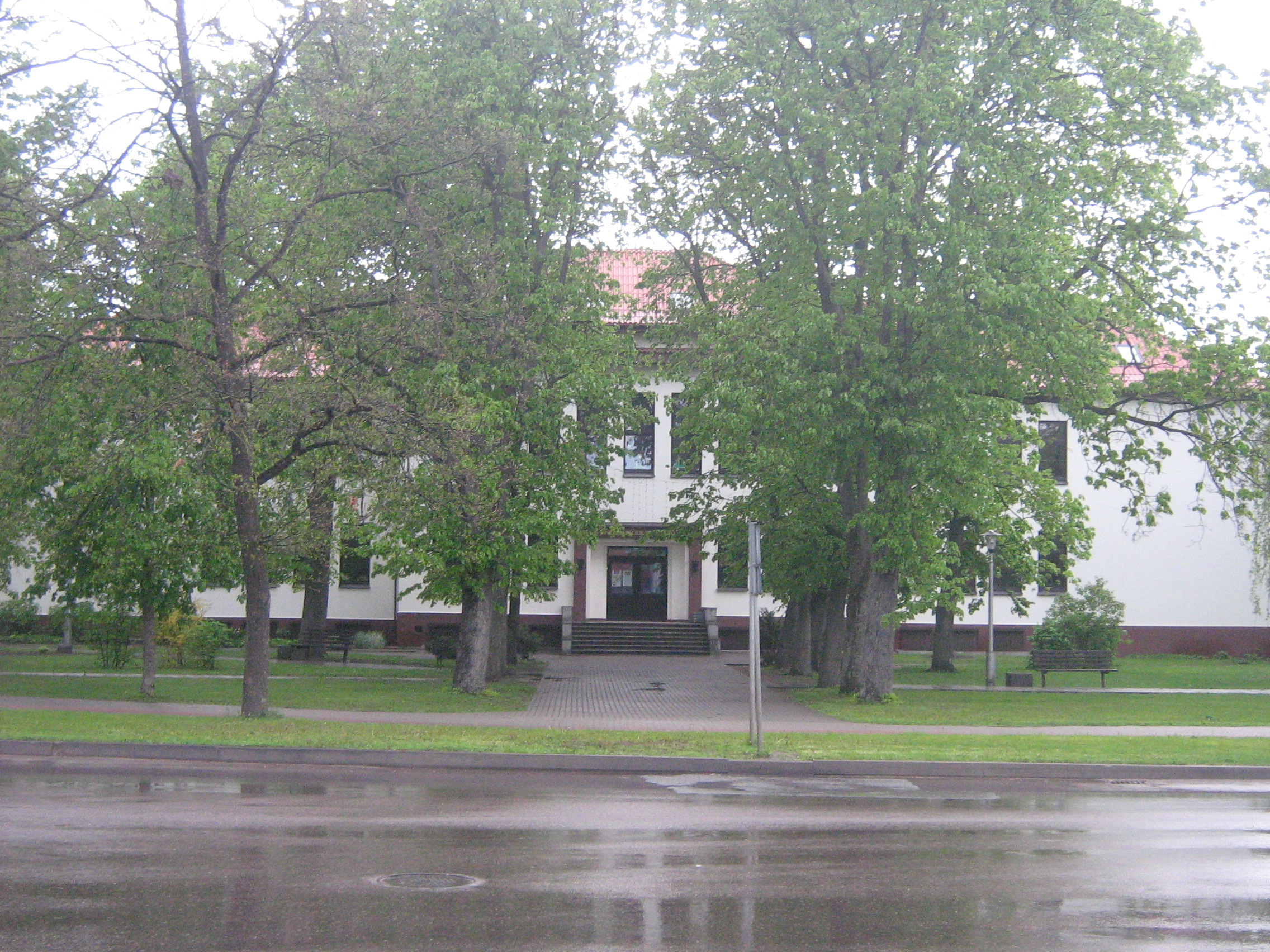
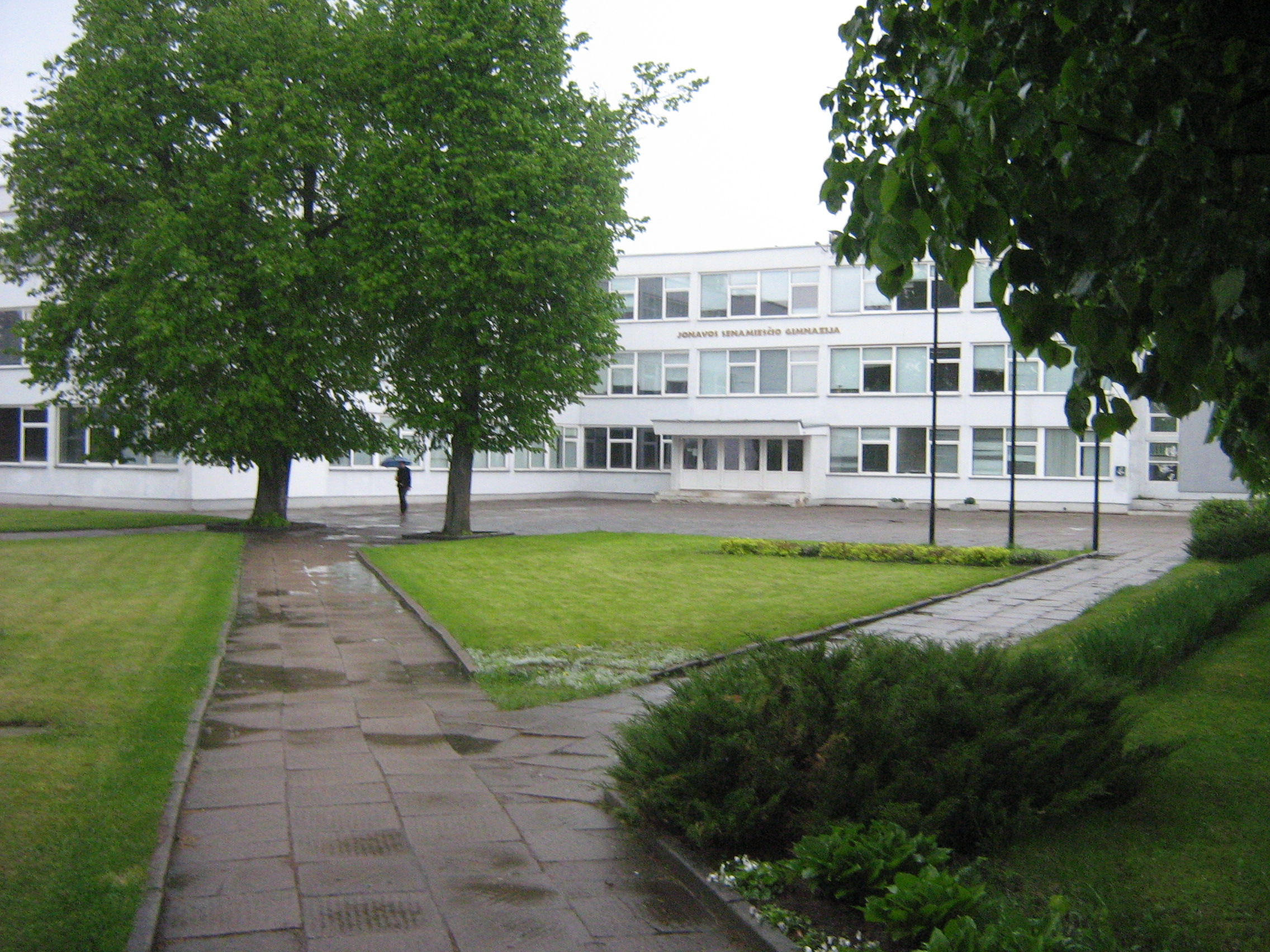
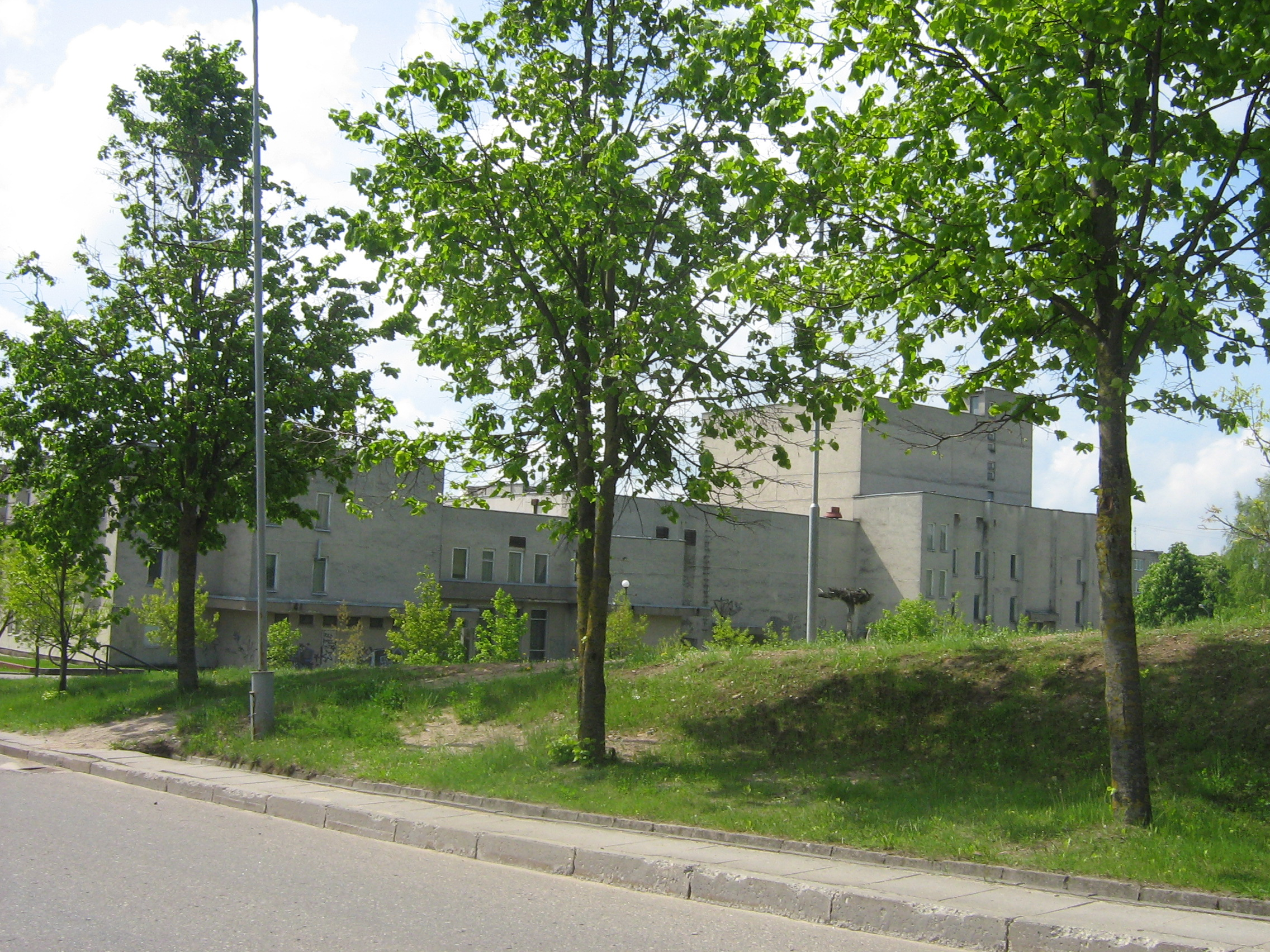
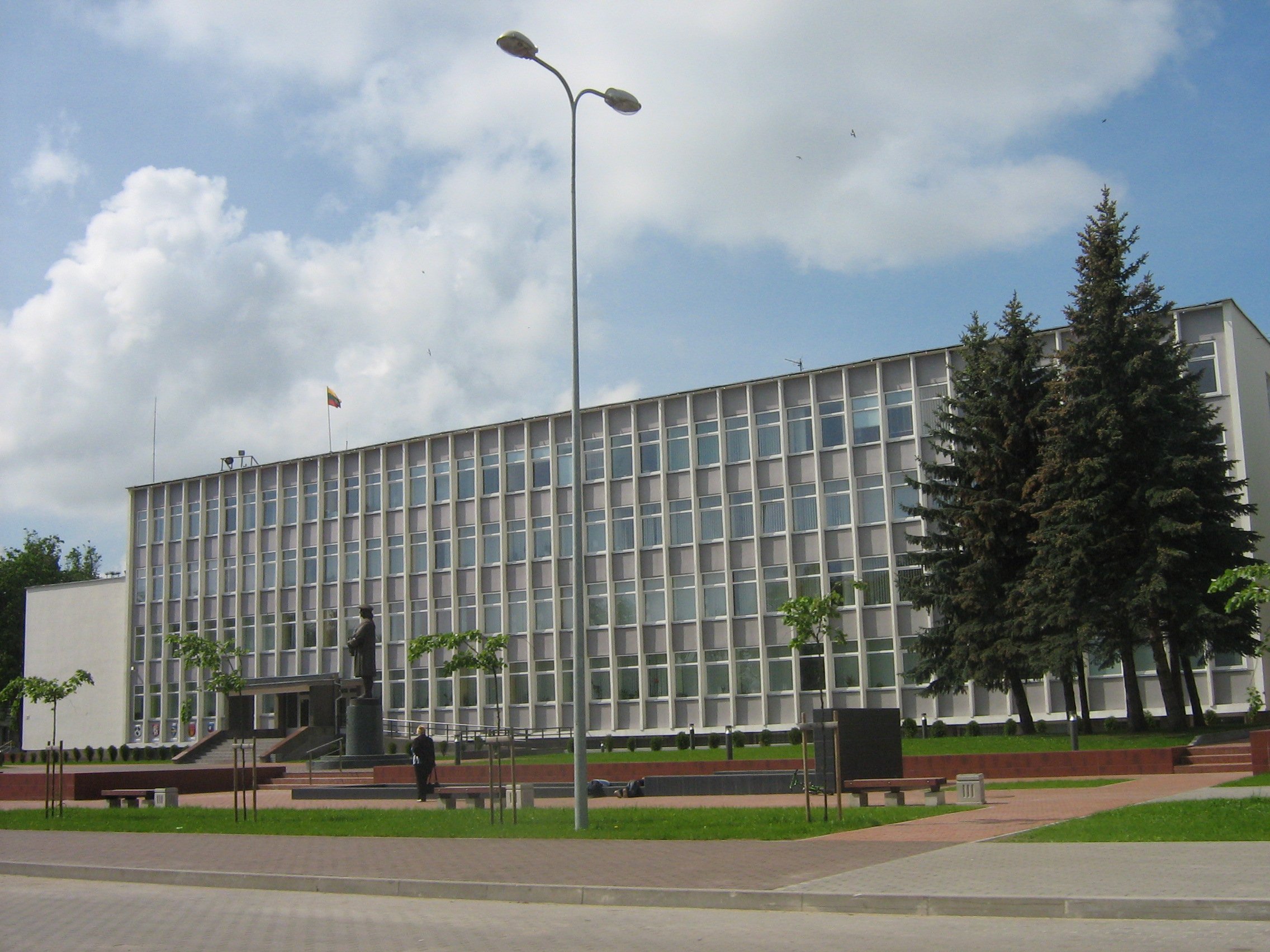
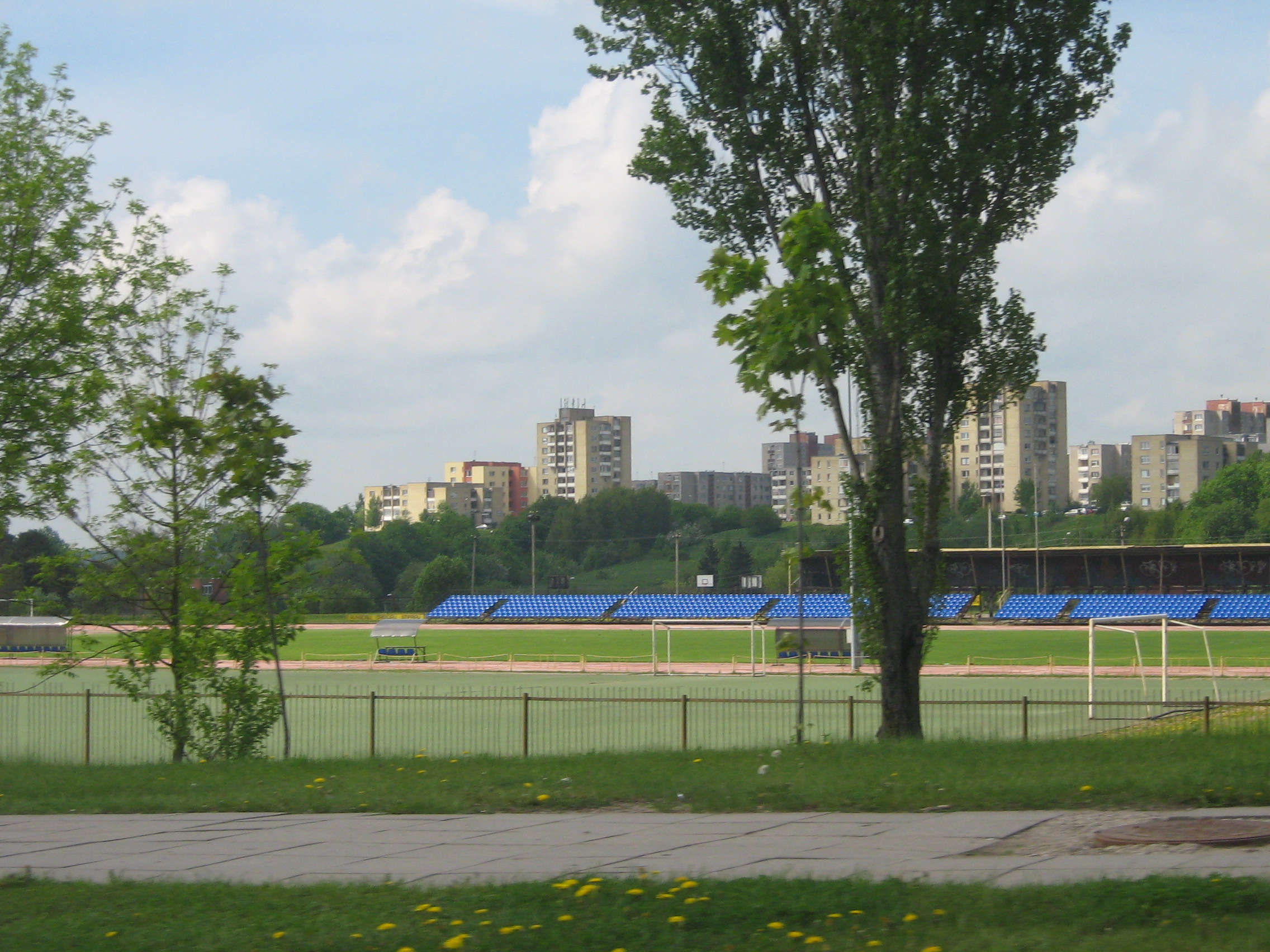